# Themus brahmaputranus
Themus brahmaputranus es una especie de coleóptero de la familia Cantharidae.

## Distribución geográfica
Habita en el Tíbet (China).